# Sven-Christian Witt
Sven-Christian Witt (* 5. Juni 1967) ist ein deutscher Jurist. Er ist seit dem 1. August 2013 Richter am Bundesfinanzhof.

## Leben und Wirken
Witt wurde nach Abschluss seiner juristischen Ausbildung 1997 mit der Dissertation „Der Umfang der Herstellungskosten im handelsrechtlichen Jahresabschluss“ zum Dr. jur. promoviert. Von 1997 bis 2006 war er in einer Partnerschaftsgesellschaft zunächst als Rechtsanwalt tätig, nach erfolgreichem Abschluss der Steuerberaterprüfung 2001 auch als Steuerberater. 2006 erfolgte seine Ernennung zum Richter am Finanzgericht Berlin-Brandenburg. 
Das Präsidium des Bundesfinanzhofs wies Witt zunächst dem VII. Senat zu, der neben Zoll- und Marktordnungsrecht in größerem Umfang für das Haftungs- und Vollstreckungsrecht sowie für das allgemeine Recht der Abgabenordnung und das Steuerberatungsrecht zuständig ist.